# 女高怪談2 鬼戀人
《女高怪談2》（韓語：여고괴담 두번째 이야기）是一部1999年韩国校園恐怖片，《女高怪談》的續集，但故事內容完全不一樣，由金泰勇、閔奎東编剧并执导。《女高怪談》在韓國的票房成績亮眼，《女高怪談2》在韓國同樣取得佳績。

## 演员
- 金玟善 - 玟雅
- 朴藝珍 - 孝信
- 李英真 - 施恩
- 孔曉振 - 智媛
- 金在仁 - 姸安
- 白鐘學 - 高老師
- 鄭鎭珏 - 校監
- 孟奉學 - 生物老師